# Jacobus Zaffius
Jacobus Hendriksz Zaffius, znan tudi kot Saffius ali Saffio (1534 – 19. januar 1618), je bil katoliški pastor v Haarlemu.

## Življenjepis
Rodil se je v Amsterdamu, kjer je kasneje imel nekaj posesti.
Od leta 1568 je bil predstojnik redovniškega samostana kanonikov De Blinken v Heilooju. Maja 1571 je postal prošt Grote Kerk v Haarlemu. Bil je priča pri pogodbi Satisfactie van Haarlem leta 1577, pa tudi pri spremembi oblasti Alteratie v Amsterdamu 26. maja 1578. Tri dni po tem so kalvinisti oropali Grote Kerk in dve leti kasneje je Zaffius odšel v zapor, ker ni hotel predati katoliške lastnine mestnemu svetu Haarlemua. Viljem I. Oranski ga je amnestiral in ob tej priložnosti je dal svojo donacijo Fransu Loenenhofjeju. Leta 1611 je dal Fransu Halsu narediti svojo sliko v spomin na to dejstvo. Umrl je v Haarlemu.

## Halsov portret
Njegov portret, ki ga je izdelal Frans Hals, je bil verjetno naslikan po letu 1609, da bi visel v regentovi sobi Fransa Loenenhofja, kjer je bil istega leta nameščen posvetilni kamen Zaffiusa, vendar so bili zgodnji zapisi o njem izgubljeni. Po besedah Hofstedeja de Groota, ki ga nikoli ni videl, se je portret štel za izgubljenega, saj je bil izvirnik znan le po grafiki Jana van de Veldeja. Napisal je: »245. JAKOB ZAFIJ (1534-1618), proktor nadškofa v Haarlemu. M. 86. Poldolg. Sedi za mizo, obrnjen tričetrt desno, in gleda na desno mimo gledalca. Njegova leva roka počiva na lobanji, njegova desna roka se naslanja na naslonjalo stola. Ima kapo in krzneno ogrinjalo. Desno zgoraj je grb s kozo, ki skače na desno, pod njim pa napis 'AETA 84, obiit 1618.' Glej Moes, Iconographia Batava, št. 9378. Opisano po grafiki J. van der Veldeja, 1630; izvirnik je izgubljen.«
Ta portret je bil odkrit leta 1919 in sta ga kupila zakonca Phillips-de Jongh iz Eindhovna, ki sta ga leta 1920 podarila muzeju Fransa Halsa. Leta 1974 ga je Seymour Slive vključil kot najzgodnejšo sliko, ki jo je mogoče pripisati Halsu, in takrat je veljal za izgubljeni izvirnik, vendar za fragment, ki je na vseh straneh posekan. Restavratorske dejavnosti so od takrat dokazale, da lesena plošča ni bila posekana, vendar so dendrološke raziskave pokazale, da je bila plošča poslikana v pravem obdobju. Trenutno se slika šteje za original, grafika pa razširjena na vse strani.